# 2020년 하계 올림픽 노르웨이 선수단
2020년 하계 올림픽 노르웨이 선수단은 2021년 7월 23일부터 8월 8일까지 일본 도쿄에서 열린 2020년 하계 올림픽에 참가한 올림픽 노르웨이 선수단이다.
노르웨이는 2020년 도쿄 하계 올림픽에 출전했다. 원래 2020년 7월 24일부터 8월 9일까지 열릴 예정이었던 올림픽은 코로나19 범유행으로 인해 2021년 7월 23일부터 8월 8일로 연기되었다. 1900년 노르웨이 국가 데뷔 이후 노르웨이 선수들은 미국의 보이콧 주도 지원으로 인해 1904년 세인트루이스 하계 올림픽과 1980년 모스크바 하계 올림픽을 제외하고는 모든 하계 올림픽에 출전했다.

## 출전 선수
| 종목         | 남자 | 여자 | 전체 |
| ------------ | ---- | ---- | ---- |
| 육상         | 10   | 5    | 15   |
| 카누         | 1    | 0    | 1    |
| 사이클       | 6    | 3    | 9    |
| 다이빙       | 0    | 1    | 1    |
| 승마         | 1    | 0    | 1    |
| 골프         | 2    | 1    | 3    |
| 체조         | 1    | 1    | 2    |
| 핸드볼       | 15   | 15   | 30   |
| 조정         | 7    | 0    | 7    |
| 요트         | 4    | 4    | 8    |
| 사격         | 3    | 2    | 5    |
| 수영         | 3    | 1    | 4    |
| 태권도       | 1    | 0    | 1    |
| 트라이애슬론 | 3    | 1    | 4    |
| 배구         | 2    | 0    | 2    |
| 전체         | 59   | 34   | 93   |

## 같이 보기
- 올림픽 노르웨이 선수단